# Simone Stortoni
Simone Stortoni (né le 7 juillet 1985 à Chiaravalle, dans la province d'Ancône, dans la région des Marches) est un coureur cycliste italien.

## Biographie
En 2013, il reprend la compétition en Australie lors du Tour Down Under.
Fin 2014 il signe un contrat avec l'équipe continentale professionnelle Androni Giocattoli-Venezuela. 
Fin 2015, il décide de mettre un terme à sa carrière. Il reste toutefois dans le monde du vélo en travaillant dans un magasin de cycles, où il vend des produits et occupe le poste de mécanicien. 

## Palmarès

### Palmarès amateur
- 2005
  - Trofeo e Gran Premio BCC Del Metauro
  - Mémorial Antonio Davitto
  - 2e du Gran Premio Sportivi San Vigilio
  - 2e du Trofeo Sportivi di Briga
  - 3e du Grand Prix de la ville de Felino
- 2006
  - Cronoscalata Gardone Val Trompia-Prati di Caregno
  - Trofeo Comune di Piadena
  - 3e du Trophée Mario Zanchi
  - 3e de Parme-La Spezia
- 2007
  - La Bolghera
  - Giro del Belvedere
  - Gran Premio Comune di Cerreto Guidi
  - 2e de Florence-Modène
  - 3e du Tour du Frioul-Vénétie julienne
  - 3e de la Coppa 29 Martiri di Figline di Prato
- 2008
  - Trofeo FPT Tapparo
  - Grand Prix Industrie del Marmo
  - Mémorial Pigoni Coli
  - 2e du Trofeo Alta Valle del Tevere

### Palmarès professionnel
- 2011
  - 2e du Grand Prix de la ville de Camaiore
  - 2e de la Semaine cycliste lombarde

## Résultats sur les grands tours

### Tour de France
1 participation
- 2012 : 69e

### Tour d'Italie
4 participations
- 2010 : 73e
- 2011 : 80e
- 2013 : 56e
- 2015 : 50e

### Tour d'Espagne
1 participation
- 2013 : abandon (15e étape)

## Classements mondiaux
| Année                  | 2005 | 2006 | 2007 | 2008 | 2009 | 2010 | 2011 |
| ---------------------- | ---- | ---- | ---- | ---- | ---- | ---- | ---- |
| Calendrier mondial UCI |      |      |      |      |      | 174e |      |
| UCI Europe Tour        | 431e | 347e | 214e | 418e |      | 951e | 74e  |